# Basses de les Salamandres
Basses de les Salamandres är sjöar i Andorra. De ligger i parroquian Canillo, i den nordöstra delen av landet. Basses de les Salamandres ligger 2 348 meter över havet. De ligger norr om sjön Estanyó del Querol. Den högsta punkten i närheten är 2 654 meter över havet, 1,0 kilometer norr om Basses de les Salamandres.
Trakten runt Basses de les Salamandres består i huvudsak av gräsmarker.